# Cécile Bruyère
Cécile Bruyère (* 12. Oktober 1845 in Paris; † 18. März 1909 in Ryde) war eine französische Benediktinerin, Äbtissin und Klostergründerin.

## Leben und Werk

### Herkunft und frühe Klostersehnsucht
Jeanne-Henriette (auch: Jenny) Bruyère entstammte mütterlicher- wie väterlicherseits großbürgerlichen Familien von prominenten Architekten und Bauingenieuren. Sie wuchs in Paris auf und hatte nacheinander zwei Hauslehrerinnen, die später Ordensschwestern wurden. Da ihr Vater ein Sommerhaus in Chantenay-Villedieu (30 km südwestlich Le Mans) kaufte, kam sie im Alter von sieben Jahren zum ersten Mal (und ab 10 Jahren regelmäßig) in die Abtei Saint-Pierre de Solesmes, wo ab 1857 Abt Guéranger persönlich ihr geistlicher Leiter wurde. Bereits 1858 gestand sie ihm ihren sehnlichen Wunsch, Nonne zu werden (in ihrer Vorstellung Karmelitin). Unter seiner Führung lebte sie eine Art verborgenes Noviziat und legte 1861 ein Keuschheitsgelübde ab. Er übersetzte für sie die Exercitia spiritualia der Gertrud von Helfta.

### Eintritt ins eigene Kloster
Ab 1863 plante Guéranger in Solesmes in unmittelbarer Nähe seiner eigenen Abtei ein Benediktinerinnenkloster, zu dessen Leitung er Jenny Bruyère heranbildete, die ihrerseits eine ländliche Schwesterngemeinschaft um sich scharte. Sie wusste, dass sie aus Rücksicht auf ihren areligiösen Vater, der ihre Pläne nicht kannte, bis zur Volljährigkeit am 12. Oktober 1866 warten musste. Als der Vater Ende Mai 1866 vorzeitig mit der Lebensplanung seiner Tochter konfrontiert wurde (weil sie einen hervorragenden Heiratsbewerber ablehnte), setzte er ihr über mehrere Monate einen erbitterten (bis zur Gewalttätigkeit gehenden) Widerstand entgegen, gab aber schließlich nach. Mit Unterstützung von Bischof Charles-Jean Fillion (1817–1874) von Le Mans wurde am 8. Oktober (in Abwesenheit von Jenny) der Grundstein zum Frauenkloster gelegt und konnten am 16. November 1866 vier Chorfrauen (darunter Jenny, die den Ordensnamen Cécile annahm) und drei Konversen in einem angemieteten Gebäude (Sainte-Cécile-la-petite „Das kleine Cäcilienkloster“) das Konventleben beginnen. Zwei der Chorfrauen kamen aus Marseille, wo Guéranger soeben ein Filialkloster gegründet hatte. Cécile Bruyère, die von allen die zweitjüngste war, wurde von Guéranger zur Oberin bestimmt.

### Die junge Äbtissin
Zum Novizenmeister der klosterunerfahrenen Frauen machte sich Guéranger selbst. Bereits im August 1867 wurde der Klosterneubau bezogen, und Cécile legte mit sechs Mitschwestern (in Anwesenheit der Mönche) Profess ab. Cécile wurde zur Priorin gewählt. Im Oktober 1869 folgten drei weitere Professen. Am 14. Juli 1870 gewährte Papst Pius IX. (offenbar als Dank für Guérangers Rolle auf dem  Ersten Vatikanischen Konzil) die vorzeitige Erhebung der 24-jährigen Priorin Cécile in den Äbtissinnenstand (das Kloster wurde erst 1890 Abtei). Verzögert durch den Deutsch-Französischen Krieg (der bis in die Nähe des Klosters vordrang) fand die Weihe erst am 14. Juli 1871 statt. Anfang 1872 verlor Cécile ihre Eltern, 1874 Gründungsbischof Fillion und Anfang 1875 Abt Guéranger, ihren Mentor seit 18 Jahren (1879 zudem ihre jüngere Schwester). Mit 30 Jahren auf sich selbst gestellt, war sie dank ihrer starken Persönlichkeit (und der Bescheidenheit von Guérangers Nachfolger Charles Couturier, 1817–1890) bis 1890 die beherrschende Figur beider Klöster von Solesmes.

### Die Erbin Guérangers
Im November 1880 (und im März 1882 ein zweites Mal) vertrieb die Dritte Republik die Mönche von Solesmes aus dem Kloster und versiegelte die Gebäude. Sie ließen sich (bis 1895) in einzelnen Häusern der Ortschaft nieder und wurden für ihren Chorgesang im unbehelligt gebliebenen Nonnenkloster aufgenommen. Äbtissin Cécile wurde zur Ratgeberin des Abtes wie auch mancher Mönche und namentlich der Novizen. Sie wurde als Erbin des Vermächtnisses von Guéranger angesehen und wirkte als solche ein auf die Orientierung beider Klöster zur reinen Kontemplation statt anderer Traditionen (wie Gelehrsamkeit oder landwirtschaftliche Arbeit). Zur Untermauerung dieser Ausrichtung schrieb sie einen Traktat über das Gebet, der ab 1885 zirkulierte, 1899 in überarbeiteter Form erschien und in fünf Sprachen (einschließlich Deutsch) übersetzt wurde und der vielen Zeitgenossen (Maurice Barrès, Ernest Psichari, Joris-Karl Huysmans) als Meisterwerk der spirituellen Literatur galt.

### Blüte des Klosters und Gründung von Wisques
Das Kloster Sainte-Cécile wurde wegweisend für andere benediktinische Nonnenklöster, namentlich für die Abtei Saint-Nicolas in Verneuil-sur-Avre, das Kloster St. Gabriel in Prag, die Abtei Maredret in Belgien, die Abtei Sainte-Scholastique (Dourgne), sowie die Abtei St. Hildegard in Eibingen. Aus der Familie von Karl Heinrich zu Löwenstein-Wertheim-Rosenberg traten zwei Töchter (Maria Anna und Agnes) in den Konvent ein. 1889 konnte das Tochterkloster Notre-Dame de Wisques westlich Saint-Omer gegründet werden, das 1894 zur Abtei erhoben wurde.

### Die Krise von 1893
Nach dem Tod von Abt Couturier wurde 1890 in der Person des fähigen Priors Paul Delatte (1848–1937) ein Nachfolger gewählt, dessen feierliche Profess erst zwei Jahre zurücklag. Daraus entwickelte eine kleine Minderheit des Konvents eine feindliche Einstellung zu ihm und zu Äbtissin Cécile. Der Mönch Joseph Sauton (1856–1916, ehemaliger Arzt) verklagte Solesmes beim Vatikan mit der Schrift Mémoire sur Solesmes, in der Äbtissin Cécile als hysterisch dargestellt wird. Die Folge war, dass Delatte im April 1893 bei einem Romaufenthalt suspendiert, an der Rückreise gehindert und erst nach gründlicher Untersuchung vor Ort im November 1893 rehabilitiert wurde.

### Gründung von Kergonan und Erkrankung
1898 kam es zu einer weiteren Tochtergründung von Sainte-Cécile: Saint-Michel de Kergonan bei Carnac (wie in Wisques in unmittelbarer Nähe des gleichzeitig errichteten Mönchsklosters). Bei dieser Gelegenheit erlebte Äbtissin Cécile ihren ersten Gehirnschlag, der künftig Schonung erzwang und zu einer langsam fortschreitenden körperlichen Erstarrung führte. Der 1903 von ihr angebotene Rücktritt wurde abgelehnt. Ab 1905 konnte sie nicht mehr mündlich vortragen, ab 1906 nicht mehr schreiben, ab 1907 saß sie im Rollstuhl.

### Exil in England und Tod
Vor dem kongregationsfeindlichen Gesetz vom 1. Juli 1901 flohen beide Klöster von Solesmes ins Exil nach England, auf die Isle of Wight. Dort kamen die Schwestern zuerst in Northwood unter (wo Eduard VII. sie als Nachbar besuchte), ab 1906 in Appley (Ryde) unweit Quarr Abbey, wo die Mönche 1907 Unterschlupf fanden. Das ebenfalls auf die Insel geflohene Kloster Saint-Michel de Kergonan wurde dort 1905 zur Abtei erhoben. 1908 erlebte Äbtissin Cécile noch den Eintritt von Adelheid von Löwenstein-Wertheim-Rosenberg und den Aufenthalt der 17-jährigen Zita von Bourbon-Parma. Diese war zugegen, als sie im Frühjahr 1909 mit 63 Jahren starb. Ihre sterblichen Überreste wurden 1930 nach Solesmes überführt. Dort ist der Platz „Madame Cécile Bruyère“ nach ihr benannt.

## Werke
- Vie spirituelle et l’oraison d’après la sainte écriture et la tradition monastique. 1899, zuletzt Solesmes 2006 (englisch 1900, italienisch 1902, niederländisch 1911, spanisch 1959, Auszüge polnisch 2016)
  - (deutsch) Das Gebet nach der heiligen Schrift und der monastischen Tradition. Von einem Mitglied des Ordens des heiligen Benediktus. Franz Kirchheim, Mainz 1896.
  - (deutsch) Leben aus dem Gebet. Patmos, Düsseldorf 1953.
- In spiritu et veritate. Solesmes 1966.
- (mit Prosper Guéranger und Paul Delatte): The spirit of Solesmes, hrsg. von Mary David Totah. St. Bede’s Publications, Petersham, MA 1997.
- (mit Joris-Karl Huysmans): Correspondance 1896–1903, hrsg. von Philippe Barascud. Sandre, Paris 2009.